# Ottaviano Castelli
Ottaviano Castelli (Spoleto, 1602 ca. – Roma, 14 maggio 1642) è stato un medico, librettista e compositore italiano.

## Biografia
Medico e professore di medicina, poeta e scenografo, visse a Roma nella cerchia di letterati e intellettuali che orbitava intorno al pontefice Urbano VIII e ai suo nipoti cardinali, Francesco e Antonio Barberini. Fu attivo come organizzatore e promotore di spettacoli teatrali.
Castelli è noto soprattutto come autore di libretti e altri testi per musica. Nel 1635 fu eseguita nella residenza papale di Castelgandolfo la sua cantata a tre voci I pregi di primavera, con musica di Stefano Landi. Allo stesso anno risale il suo «dramma boschereccio» La primavera urbana col trionfo d’Amor pudico, con musiche di Angelo Cecchini. Nel 1638 La sincerità trionfante o vero L’erculeo ardire, «favola boscareccia», posta in musica da Filiberto Laurenzi, dedicata al cardinale Richelieu, fu rappresentata nell’ambasciata di Francia a palazzo Farnese per la nascita del futuro Luigi XIV.

Ancora all'ambasciata di Francia, nel carnevale 1640 venne rappresentato il suo «dramma eroicomico boscareccio» Il favorito del principe, messo in musica da Filiberto Laurenzi.

Altre sue opere teatrali vennero rappresentate negli anni successivi: la commedia La muta, «recitata in Roma da gli Accademici Occupati nell'anno 1640», e il «dramma boscareccio» Mi feci quel che non ero, per esser quel che sono, di cui compose anche la musica (Roma,1642). 

Per i servizi che aveva reso alla Francia, Castelli ottenne una pensione dalla corona e la carica di direttore delle poste del re di Francia a Roma, vendutagli dal cardinale Richelieu nel 1641.
Oltre ai libretti, Castelli pubblicò un Dialogo sopra la poesia drammatica (Roma, 1640) in cui affrontò i problemi teorici e pratici del dramma per musica. Volendo replicare ad alcune critiche rivolte alla sua «favola boscarecca» La sincerità trionfante, Castelli incluse nella riedizione del libretto (1640) un Dialogo in cui espose e difese le idee che erano alla base della sua attività di drammaturgo. Avvalendosi delle «opinioni non solo degli antichi greci ma ancora de’ latini e degli italiani», volle dimostrare come la composizione poetico-drammatica vivesse del costante rapporto fra innovazione e tradizione. A conferma dei suoi interessi verso la cultura classica restano una sua traduzione «dal greco all'italiano» della Poetica d'Aristotile (Roma, Domenico Marciani, 1642), e un Dialogo sopra i mimi e pantomini degl'antichi, rimasto manoscritto.
Morì a Roma il 14 maggio 1642.

## Opere
Testi drammatici
- La primavera urbana col trionfo d’Amor pudico, dramma boschereccio (Roma, 1635), musica di Angelo Cecchini.
- Il trionfo dell’autunno, dramma boschereccio (Roma, (1636 ca.), musica di Angelo Cecchini.
- L’intemperie d’Apollo (o Il prencipe indisposto) dramma boschereccio (Roma, casa del marchese Patrizi, 1638)
- La sincerità trionfante o vero L’erculeo ardire, favola boscareccia  (Roma, ambasciata di Francia, 1638)
- Il favorito del principe, dramma eroicomico boscareccio, musica di Filiberto Laurenzi (Roma, ambasciata di Francia, 1640)
- La muta, commedia (Roma, 1640)
- Mi feci quel che non ero, per esser quel che sono, dramma boscareccio  (Roma, ambasciata di Francia, 1642), musica di Ottaviano Castelli

Testi per musica
- I pregi di primavera, cantata a tre voci (1635), musica di Stefano Landi.
- Su, su miei sguardi, aria a voce sola, musica di Stefano Landi (Sesto libro d’arie...a una voce, Venezia, B. Magni, 1638)[7]
- Così mi lasci ingrato (lamento a voce sola), musica di Filiberto Laurenzi (Concerti et arie a una, due e tre voci, Venezia. A. Vincenti, 1641)
- O desiri languenti (lamento a voce sola), musica di Filiberto Laurenzi (Concerti et arie a una, due e tre voci, Venezia. A. Vincenti, 1641)